# 贝利韦尔-德塞尔达尼亚
贝利韦尔-德塞尔达尼亚（西班牙語：Bellver de Cerdaña，意为“塞尔达尼亚的贝利韦尔”）是西班牙加泰罗尼亚莱里达省的一个市镇。 总面积98平方公里，总人口1614人（2001年），人口密度16人/平方公里。